# (6715) Sheldonmarks
(6715) Sheldonmarks (1990 QS1) – planetoida z pasa głównego asteroid okrążająca Słońce w ciągu 4 lat i 135 dni w średniej odległości 2,67 j.a. Została odkryta 22 sierpnia 1990 roku.